# 迪蒙 (北部省)
迪蒙（法語：Dimont，法語發音：[dimɔ̃]）是法国上法蘭西大區北部省的一个市镇，位于该省东部，属于埃尔普河畔阿韦讷区。

## 地理
迪蒙（50°10'58"N, 4°1'13"E）面积7.49 平方千米，位于法国上法蘭西大區北部省，该省份为法国最北部的省份及最长的省份，西北濒北海，西接加来海峡省，南至埃纳省和索姆省，东与比利时接壤。
与迪蒙接壤的市镇（或旧市镇、城区）包括：达穆西、萨尔波特里、瓦蒂尼-拉维克图瓦尔、伯尼、迪默绍、莱方丹。

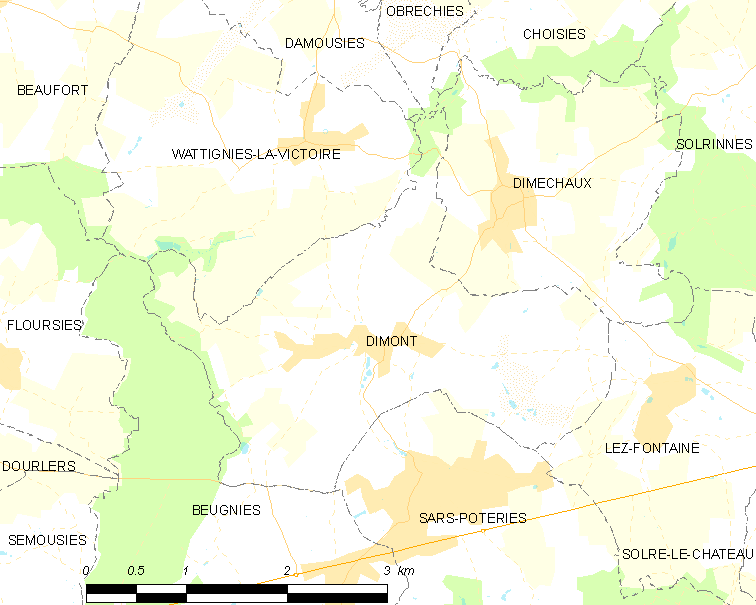
的OSM定位图

迪蒙的时区为UTC+01:00、UTC+02:00（夏令时）。

## 行政
迪蒙的邮政编码为59216，INSEE市镇编码为59175。

## 政治
迪蒙所属的省级选区为富尔米县。

## 人口

1962-2008年间人口变化图示

迪蒙于2022年1月1日时的人口数量为296人。